# Вестер, Якоб
Якоб Вестер Нильсен (дат. Jakob Vester Nielsen; род. 28 декабря 2004) — датский футболист, полузащитник клуба «Виборг».

## Клубная карьера
Вестер — воспитанник клубов «Холстебро» и «Виборг». 31 августа 2022 года в поединке Кубка Дании против «Виби» Якоб дебютировал за основной состав последних. 12 марта 2023 года в матче против «Норшелланна» он дебютировал в датской Суперлиге. 5 мая 2024 года в поединке против «Видовре» Якоб забил свой первый гол за «Виборг».